# Governo no exílio
Um governo no exílio é um grupo político que afirma ser o governo legítimo de um país ou estado semi-soberano, mas é incapaz de exercer o poder legal e, em vez disso, reside em um país estrangeiro. Os governos no exílio geralmente planeiam um dia regressar ao seu país natal e recuperar o poder formal. Um governo no exílio difere de um Estado remanescente no sentido de que este último controla pelo menos parte do seu antigo território. Por exemplo, durante a Primeira Guerra Mundial, quase toda a Bélgica foi ocupada pela Alemanha, mas a Bélgica e os seus aliados mantiveram uma pequena fatia no oeste do país. Um governo no exílio, pelo contrário, perdeu todo o seu território. Contudo, na prática, a diferença pode ser pequena; no exemplo acima, o governo belga em Sainte-Adresse estava localizado em território francês e agia como um governo no exílio para a maioria dos efeitos práticos.
Os governos no exílio tendem a ocorrer durante a ocupação em tempo de guerra ou no rescaldo de uma guerra civil, revolução ou golpe militar. Por exemplo, durante a expansão alemã e o avanço na Segunda Guerra Mundial, alguns governos europeus procuraram refúgio no Reino Unido, em vez de enfrentarem a destruição às mãos da Alemanha Nazista. Por outro lado, o Governo Provisório da Índia Livre proclamado por Netaji Subhas Chandra Bose procurou usar o apoio dos invasores japoneses para obter o controle do país do que considerava ocupantes britânicos, e no último ano da Segunda Guerra Mundial, após as forças nazistas serem expulsas da França, manteve os remanescentes do governo de Vichy, simpatizante do nazismo, como um governo francês exilado no enclave de Sigmaringen.
Um governo no exílio também pode formar-se a partir da crença generalizada na ilegitimidade de um governo governante. Devido à eclosão da Guerra Civil Síria em 2011, por exemplo, a Coligação Nacional para as Forças Revolucionárias e de Oposição Sírias foi formada por grupos cujos membros procuravam acabar com o domínio do Partido Ba'ath, no poder.
Os governos no exílio podem ter pouco ou nenhum reconhecimento por parte de outros estados. A eficácia de um governo no exílio depende principalmente da quantidade de apoio que recebe, seja de governos estrangeiros ou da população do seu próprio país. Alguns governos exilados transformam-se numa força formidável, representando um sério desafio ao regime em exercício do país, enquanto outros são mantidos principalmente como um gesto simbólico.
O fenômeno de um governo no exílio é anterior à utilização formal do termo. Em períodos de governo monárquico, monarcas ou dinastias exilados às vezes criavam tribunais de exílio, como fez a Casa de Stuart quando foi expulsa do trono por Oliver Cromwell e novamente na Revolução Gloriosa. A Casa de Bourbon seria outro exemplo porque continuou a ser reconhecida por outros países da época como o governo legítimo da França depois de ter sido derrubada pela população durante a Revolução Francesa. Isso continuou a durar durante o governo de Napoleão Bonaparte e as Guerras Napoleônicas de 1803-04 a 1815. Com a difusão da monarquia constitucional, os governos monárquicos exilados passaram a incluir um primeiro-ministro, como o governo holandês durante a Segunda Guerra Mundial liderado por Pieter Sjoerds Gerbrandy.

## Atividades
O direito internacional reconhece que os governos no exílio podem empreender muitos tipos de ações na condução dos seus assuntos diários. Essas ações incluem:
- tornar-se parte de um tratado bilateral ou internacional
- alterar ou revisar sua própria constituição
- manutenção de forças militares
- manter ou obter recentemente reconhecimento diplomático de outros estados
- emissão de carteiras de identidade
- permitindo a formação de novos partidos políticos
- realização de eleições

Nos casos em que um país anfitrião detém uma grande população expatriada de um governo no país de origem do exílio, ou uma população étnica desse país, o governo no exílio pode vir a exercer algumas funções administrativas dentro dessa população. Por exemplo, o Governo Provisório da Índia Livre da Segunda Guerra Mundial tinha tal autoridade entre a população etnicamente indiana da Malásia britânica, com o consentimento das então autoridades militares japonesas.

## Atuais governos no exílio

### Governos atuais considerados por alguns como um "governo no exílio"
Estes governos já controlaram a totalidade ou a maior parte do território reivindicado, mas continuam a controlar uma parte menor do mesmo, ao mesmo tempo que continuam a reivindicar a autoridade legítima de todo o território que outrora controlavam totalmente.
| Nome                                | Exílio | Território que o governo ainda controla | Controle atual do território reivindicado | Notas | Ref. |
| ----------------------------------- | ------ | --------------------------------------- | ----------------------------------------- | --- | ---- |
| República da China                  | 1949   | Taiwan e ilhas associadas               | República Popular da China                | O governo da República da China, atualmente com sede em Taipei, não se considera um governo no exílio, mas é reivindicado como tal por alguns participantes no debate sobre o estatuto político de Taiwan. Além da ilha de Taiwan e de algumas outras ilhas que controla atualmente, a República da China mantém formalmente reivindicações sobre o território agora controlado pela República Popular da China, bem como algumas partes do Afeganistão, Butão, Índia, Japão, Mongólia, Myanmar, Paquistão, Rússia e Tadjiquistão. O raciocínio formal habitual em que se baseia esta alegação de "governo no exílio" baseia-se no argumento de que a soberania de Taiwan não foi legitimamente entregue à República da China no final da Segunda Guerra Mundial, e com base nisso a República da China está localizada em território estrangeiro, tornando-a efetivamente um governo no exílio. Em contrapartida, esta teoria não é aceita por aqueles que consideram que a soberania de Taiwan foi legitimamente devolvida à República da China no final da guerra. Tanto o governo da República Popular da China como a Coligação Pan-Azul (incluindo o Kuomintang) na República da China defendem a última opinião. No entanto, há também quem não aceite que a soberania de Taiwan tenha sido legitimamente devolvida à República da China no final da guerra, nem que a República da China seja um governo no exílio, e que o território da China não inclua Taiwan. O atual Partido Democrático Progressista em Taiwan está inclinado a esta opinião. |      |
| República Árabe Saaraui Democrática | 1976   | Partes do sudeste do Saara Ocidental    | Marrocos                                  | Proclamado em 27 de Fevereiro de 1976, na sequência da retirada espanhola do até então Saara Espanhol após a insurgência POLISARIO. Não é estritamente um governo no exílio, uma vez que controla 20-25% do seu território reivindicado. No entanto, é frequentemente referido como tal, especialmente porque a maior parte dos negócios diários do governo são conduzidos nos campos de refugiados de Tindouf, na Argélia, que albergam a maior parte da comunidade saharaui exilada, e não na proclamada capital temporária (primeiro Bir Lehlou e depois mudou-se para Tifariti em 2008). |      |

### Governos depostos dos estados atuais
Estes governos no exílio foram fundados por governos ou governantes depostos que continuam a reivindicar a autoridade legítima do Estado que outrora controlavam.
| Nome                                                 | Exilado desde | Estado controlando seu território reivindicado                    | Notas | Ref.                 |
| ---------------------------------------------------- | ------------- | ----------------------------------------------------------------- | --- | -------------------- |
| Rada da República Democrática da Bielorrússia        | 1919          | República da Bielorrússia                                         | É o governo no exílio mais antigo do mundo, liderado por Ivonka Survilla desde 1997; com sede em Ottawa, Ontário. Declarada uma "formação extremista" na Bielorrússia.                                                                                                 | [ 10 ] [ 11 ]        |
| Governo de Unidade Nacional de Myanmar               | 2021          | República da União de Mianmar (Conselho Administrativo de Estado) | Este governo foi formado em resposta ao golpe de estado de 2021 em Mianmar. Os membros do gabinete do Governo de Unidade Nacional estão escondidos em Myanmar. | [ 12 ] [ 13 ] [ 14 ] |
| República Islâmica do Afeganistão (Aliança Panjshir) | 2021          | Emirado Islâmico do Afeganistão (Talibã)                          | Após a queda de Cabul, em 15 de agosto de 2021, muitos dos governantes afegãos fugiram do país. Um grupo de ex-membros da Aliança do Norte, liderado pelo vice-presidente de jure Amrullah Saleh, formou uma aliança anti-Talibã visando recuperar o controle do país. | [ 15 ] [ 16 ]        |

### Governos depostos de antigos estados
Estes governos no exílio foram fundados por governos ou governantes depostos que continuam a reivindicar a autoridade legítima do Estado que outrora controlavam, mas cujo Estado já não existe.
| Nome                         | Exílio | Exílio              | Estado controlando seu território reivindicado | Estado controlando seu território reivindicado | Notas | Ref.   |
| Nome                         | Desde  | Como                | Por                                            | Como                                           | Notas | Ref.   |
| ---------------------------- | ------ | ------------------- | ---------------------------------------------- | ---------------------------------------------- | --- | ------ |
| República das Molucas do Sul | 1966   | Estado independente | República da Indonésia                         | Província de Molucas                           | A República das Molucas do Sul foi um estado independente não reconhecido que existiu entre 1950 e 1963. Entre 1963 e 1966, o chefe do governo Chris Soumokil foi preso em Java. Em 1966, após a sua execução por fuzilamento por ordem do Presidente Suharto, Johan Manusama formou um governo no exílio; com sede na Holanda. John Wattilete é seu presidente. | [ 17 ] |

### Governos depostos de territórios subnacionais
Estes governos no exílio reivindicam a legitimidade dos territórios autónomos de outro estado e foram fundados por governos ou governantes depostos, que não reivindicam a independência como um estado separado.
| Nome                                                                     | Exílio | Exílio                   | Estado controlando seu território reivindicado | Estado controlando seu território reivindicado | Notas | Ref. |
| Nome                                                                     | Desde  | Como                     | Por                                            | Como                                           | Notas | Ref. |
| ------------------------------------------------------------------------ | ------ | ------------------------ | ---------------------------------------------- | ---------------------------------------------- | --- | ---- |
| Governo Provincial de Fujian e Centro de Serviços Conjuntos Kinmen-Matsu | 1949   | Província                | República Popular da China (Fujian)            | Província                                      | A sede do governo provincial chinês foi exilada de sua capital, Fuzhou, em Fukien, em 1949, durante os anos finais da Guerra Civil Chinesa, para o município de Jincheng, no condado de Kinmen. O governo mudou-se para o município de Hsintien, no condado de Taipei, província de Taiwan, em 1956, devido ao aumento da militarização. Seat foi realocado de volta para Jincheng em 1996. Apesar da dissolução de facto do governo provincial em 2019, esta província continua a existir de jure sem função administrativa. |      |
| Governo Provincial de Sinquião                                           | 1949   | Província                | República Popular da China (Xinjiang)          | Região autônoma                                | Mudou-se para Taipei, Taiwan, em 1949, depois que Sinkiang caiu nas mãos dos comunistas. Apesar da dissolução de facto do governo provincial em 1992, depois que o governo de Taiwan aceitou o Consenso "Uma China", esta província continua a existir de jure sem função administrativa. |      |
| Governo da República Autônoma da Abecásia                                | 1993   | República autônoma       | República da Abecásia                          | Estado independente de facto                   | Governo provincial da Geórgia, liderado por Ruslan Abashidze, cujo território está sob o controlo dos separatistas Abecazes; com sede em Tiblíssi. |      |
| Administração Provisória da Ossétia do Sul                               | 2008   | Administração provisória | República da Ossétia do Sul                    | Estado independente de facto                   | Administração provincial da Geórgia, liderada por Dmitry Sanakoyev, cujo território está sob o controle dos separatistas da Ossétia do Sul; com sede em Tiblíssi. |      |
| República Autônoma da Crimeia                                            | 2014   | República autônoma       | Rússia                                         | República da Crimeia                           | República autônoma ucraniana, cujo território foi tomado e anexado pela Rússia em março de 2014, na sequência de um contestado referendo sobre o estatuto; esteve baseado em Kherson até a invasão russa da Ucrânia em 2022, agora baseado em Mykolaiv. |      |
| Sebastopol                                                               | 2014   | Cidade especial          | Rússia                                         | Cidade federal                                 | Cidade especial ucraniana, cujo território foi tomado e anexado pela Rússia em março de 2014, na sequência de um contestado referendo sobre o estatuto; esteve baseado em Kherson até a invasão russa da Ucrânia em 2022, agora baseado em Mykolaiv. |      |
| Oblast de Lugansk                                                        | 2022   | Oblast                   | Rússia                                         | República Popular de Lugansk                   | Oblast ucraniano, cujo território foi parcialmente apreendido (aproximadamente 30%) pela República Popular de Luhansk (LPR) em 2014, e posteriormente completamente apreendido durante a invasão russa da Ucrânia em 2022. A Rússia anexou a LPR em 30 de setembro de 2022. Anteriormente, a LPR era um estado separatista (supostamente um estado-fantoche russo) formado por separatistas apoiados pela Rússia. Atualmente baseado em Kharkiv, apesar da Ucrânia ter recuperado o controle de uma pequena fatia do território do Oblast de Luhansk, perto do Oblast de Kharkiv, durante a contraofensiva oriental ucraniana de 2022. |      |

### Governos alternativos dos estados atuais
Estes governos foram fundados no exílio por organizações políticas e partidos da oposição, aspiram a tornar-se verdadeiras autoridades governamentais ou afirmam ser sucessores legais de governos anteriormente depostos, e foram fundados como alternativas aos governos em exercício.
| Nome                                                | Exílio reivindicado | Proclamação do exílio | Governo que atualmente controla o território reivindicado | Notas | Ref.   |
| --------------------------------------------------- | ------------------- | --------------------- | --------------------------------------------------------- | --- | ------ |
| Comitê para as Cinco Províncias da Coreia do Norte  | 1949                | 1949                  | Coreia do Norte                                           | Com sede em Seul, a administração provisória do governo sul-coreano para as cinco províncias anteriores a 1945 que se tornaram a Coreia do Norte no final da Segunda Guerra Mundial e da divisão da Coreia. As cinco províncias são Hamgyeong do Norte, Hamgyeong do Sul, Hwanghae, Pyeongan do Norte e Pyeongan do Sul. | [ 19 ] |
| Comitê para a Reunificação Pacífica da Pátria       | 1961                | 1961                  | Coreia do Sul                                             | O CPRK era um órgão governamental em si, mas sim uma ramificação do Departamento da Frente Unida do Partido dos Trabalhadores Coreanos; a distinção pretende enfatizar a posição do governo norte-coreano de que o governo do Sul é ilegítimo e não deve ser tratado por órgãos oficiais. |        |
| Conselho da Coroa da Etiópia                        | 1974                | 1974                  | República Democrática Federal da Etiópia                  | Anteriormente opôs-se ao Derg e à República Democrática Popular da Etiópia, ainda procura restaurar a Monarquia da Etiópia; com sede na área metropolitana de Washington D.C. Em 28 de Julho de 2004, o Conselho da Coroa redefiniu o seu papel, redirecionando a sua missão do domínio político para uma missão de preservação cultural, desenvolvimento e esforços humanitários na Etiópia.                                            |        |
| Governo Real do Laos no Exílio                      | 1975                | 2003                  | República Democrática Popular do Laos                     | Opõe-se ao governo comunista no Laos, procura instituir uma monarquia constitucional; com sede em Gresham, Oregon. |        |
| Conselho Nacional do Irã                            | 1979                | 2013                  | República Islâmica do Irã                                 | Coalizão política de quarenta organizações políticas da oposição iraniana, liderada pelo Príncipe Reza Pahlavi; com sede em Potomac, Maryland. |        |
| Conselho Nacional de Resistência do Irã             | 1981                | 1981                  | República Islâmica do Irã                                 | Coalizão política de cinco organizações políticas da oposição iraniana, sendo a maior organização os Mujahedin do Povo do Irã liderados por Maryam e Massoud Rajavi; com sede em Paris com o objetivo de estabelecer a "República Democrática do Irã" para substituir o atual regime religioso no Irão. | [ 21 ] |
| Terceira República do Vietnã                        | 1990                | 1991                  | República Socialista do Vietnã                            | A Terceira República do Vietnã, anteriormente denominada Governo Nacional Provisório do Vietname, foi formada em Orange County, Califórnia, por ex-soldados e refugiados do Vietnã do Sul. Declarada uma organização terrorista no Vietnã. |        |
| Partido do Progresso da Guiné Equatorial            | 2003                | 2003                  | República da Guiné Equatorial                             | Proclamado Severo Moto, Presidente da Guiné Equatorial; com sede em Madrid. | [ 23 ] |
| Conselho Nacional Sírio                             | 2011                | 2011                  | República Árabe da Síria                                  | Opõe-se ao governo da República Árabe da Síria, é membro da Coligação Nacional das Forças Revolucionárias e de Oposição Sírias; com sede em Istambul. | [ 24 ] |
| Governo Provisório Sírio                            | 2012                | 2012                  | República Árabe da Síria                                  | Opõe-se ao governo da República Árabe da Síria, tem ligações com alguns grupos do Exército Sírio Livre; com sede em Azaz. |        |
| Comitê de Salvação da Ucrânia                       | 2014                | 2015                  | Ucrânia                                                   | Após a Revolução da Dignidade, o primeiro-ministro Mykola Azarov, bem como os membros pró-Rússia e pró-Yanukovych do Segundo governo Azarov fugiram para a Rússia e estabeleceram um governo no exílio. Visa restaurar o governo Azarov. Amplamente visto como um governo fantoche pró-Rússia. |        |
| Conselho de Coordenação Gabinete de Transição Unido | 2020                | 2020                  | República da Bielorrússia                                 | Opõe-se ao governo de Alexander Lukashenko, liderado pela candidata Sviatlana Tsikhanouskaya (exilada na Lituânia), sua vitória de facto sobre Lukashenko em uma eleição disputada gerou protestos em todo o país para que ele fosse destituído do poder. Em 2020, Tsikhanouskaya foi reconhecida como a presidente legítima pela Rada da República Democrática da Bielorrússia. Declarada uma "organização extremista" na Bielorrússia. |        |
| Congresso dos Deputados do Povo                     | 2022                | 2022                  | Federação Russa                                           | O Congresso dos Deputados do Povo é uma reunião de ex-deputados de diferentes níveis e convocações da Rússia, que afirmam ser o parlamento de transição da Federação Russa ou seu possível sucessor. O ex-deputado da Duma Ilya Ponomarev tornou-se o iniciador público do congresso. As sessões do 1º Congresso foram realizadas de 5 a 7 de novembro em Jabłonna, Polônia. Declarada uma "organização indesejável" na Rússia.          | [ 31 ] |

### Governos separatistas alternativos dos atuais territórios subnacionais
Estes governos foram fundados no exílio por organizações políticas, partidos de oposição e movimentos separatistas, e desejam tornar-se as autoridades governantes dos seus territórios como estados independentes, ou reivindicam ser os sucessores de governos anteriormente depostos, e foram fundados como alternativas a governos em exercício.
| Nome                                             | Exílio reivindicado | Proclamação do exílio | Governo que atualmente controla o território reivindicado | Notas | Ref.                        |
| ------------------------------------------------ | ------------------- | --------------------- | --------------------------------------------------------- | --- | --------------------------- |
| Governo da Cidade Livre de Danzig no Exílio      | 1939                | 1947                  | República da Polônia                                      | Com sede em Berlim. | [ 32 ] [ 33 ] [ 34 ]        |
| Movimento de Libertação Unido da Papua Ocidental | 1963                | 1969                  | República da Indonésia                                    | Campanhas por uma República independente da Papua Ocidental; com sede em Vanuatu. | [ 35 ] [ 36 ]               |
| Governo de Biafra no Exílio                      | 1970                | 2007                  | República Federal da Nigéria                              | Um braço do Movimento para a Atualização do Estado Soberano do Biafra, que busca restabelecer a República do Biafra; com sede em Washington, D.C. | [ 37 ]                      |
| República de Cabinda                             | 1975                | 1975                  | República de Angola                                       | Com sede em Paris. |                             |
| Governo tártaro no exílio                        | 1994                | 1994                  | Rússia                                                    | Com sede em Londres. Membro do Free Idel-Ural. | [ 38 ]                      |
| República Chechena da Ichkeria                   | 2000                | 2000                  | Rússia                                                    | Alguns membros lutam como rebeldes contra as Forças Armadas Russas; com sede em Londres. Há uma alegação contestada de que foi sucedido pelo Emirado do Cáucaso. Em outubro de 2022, como resposta ao reconhecimento das então recentes ex-repúblicas populares de DPR e LPR como nações independentes pela Rússia, durante a invasão em suas terras, a Ucrânia votou para reconhecer a República Chechena da Ichkeria como uma nação independente. | [ 39 ] [ 40 ] [ 41 ] [ 42 ] |
| Governo no Exílio do Turquistão Oriental         | 1949                | 2004                  | República Popular da China                                | Campanhas pela restauração de um Turquestão Oriental independente; com sede em Washington, D.C. | [ 43 ]                      |
| Administração Central Tibetana                   | 1959                | 2011                  | República Popular da China                                | Fundado pelo Dalai Lama em Dharamsala, Índia, com a cooperação do primeiro-ministro indiano Jawaharlal Nehru. | [ 44 ] [ 45 ]               |
| República da Ambazônia                           | 1999                | 1999                  | República dos Camarões                                    | Antigo mandato britânico e território de confiança dos Camarões do Sul; declarou independência em 31 de dezembro de 1999. | [ 46 ]                      |
| Governo do Curdistão Ocidental no Exílio         | 2004                | 2004                  | República Árabe da Síria                                  | Pretende fundar um estado curdo na Síria; com sede em Londres. | [ 47 ]                      |
| Governo Transnacional do Ceilão Tâmil            | 2009                | 2010                  | Sri Lanka                                                 | Visa estabelecer um estado independente de Ceilão Tâmil. | [ 48 ]                      |
| Governo Provisório de Cabília                    | 2010                | 2010                  | Argélia                                                   | Visa um estado independente da Cabília; com sede em Paris. | [ 49 ]                      |
| Governo da Armênia Ocidental no Exílio           | 2011                | 2011                  | Turquia                                                   | Visa estabelecer uma República independente da Armênia Ocidental; baseado em Yerevan | [ 50 ]                      |
| Conselho da República Catalã                     | 2017                | 2017                  | Espanha                                                   | Visa estabelecer um estado independente da Catalunha; com sede em Bruxelas. |                             |
| Governo Patani no exílio                         | 2014                | 2014                  | Tailândia                                                 | |                             |

### Governos exilados de territórios não autônomos ou ocupados
Estes governos no exílio são governos de territórios não autónomos ou ocupados. Reivindicam autoridade legítima sobre um território que outrora controlavam, ou reivindicam legitimidade de uma autoridade pós-descolonização. A reivindicação pode resultar da eleição de um grupo exilado como governo legítimo.
As Nações Unidas reconhecem o direito à autodeterminação da população destes territórios, incluindo a possibilidade de estabelecer estados soberanos independentes.
Desde a Declaração de Independência da Palestina em 1988 no exílio em Argel pela Organização para a Libertação da Palestina, tem funcionado efectivamente como o governo no exílio do Estado Palestiniano. Em 1994, no entanto, a OLP estabeleceu a administração territorial provisória da Autoridade Nacional Palestina como resultado dos Acordos de Oslo assinados pela OLP, Israel, os Estados Unidos e a Rússia. Entre 1994 e 2013, o PNA funcionou como uma autonomia, pelo que, embora o governo estivesse sediado na Cisjordânia, não era soberano. Em 2013, a Palestina foi elevada ao estatuto de Estado não membro da ONU. Tudo o que foi dito acima fundou uma situação ambígua, na qual existem duas entidades distintas: a Autoridade Palestiniana, que exerce um controlo severamente limitado no terreno, e o Estado da Palestina, reconhecido pelas Nações Unidas e por numerosos países como soberano e Estado independente, mas incapaz de exercer tal soberania no terreno. Ambos são chefiados pela mesma pessoa Desde 2022, Presidente Mahmoud Abbas — mas são judicialmente distintos.

## Antigos governos no exílio
| Nome                                                  | Exilado ou fundado (*) desde | Extinto, restabelecido (*) ou integrado (°) desde | Estado que controlava o território reivindicado                                                                                         | Notas | Ref.                 |
| ----------------------------------------------------- | ---------------------------- | ------------------------------------------------- | --- | --- | -------------------- |
| República de Siena                                    | 1555                         | 1559                                              | Grão-Ducado da Toscana | Depois que a cidade-estado italiana de Siena foi derrotada na Batalha de Marciano e anexada ao Grão-Ducado da Toscana, 700 famílias de Siena não admitiram a derrota, estabeleceram-se em Montalcino e declararam-se o legítimo governo republicano de Siena. Isso durou até 1559, quando as tropas toscanas chegaram e anexaram também Montalcino. |                      |
| Governo exilado do Palatinado Eleitoral               | 1622–1623*                   | 1648°                                             | Eleitorado da Baviera | Nos primeiros estágios da Guerra dos Trinta Anos, Maximiliano I, Eleitor da Baviera, ocupou o Palatinado Eleitoral e foi agraciado com a posse dele por Fernando II, Sacro Imperador Romano. No final de 1622 e início de 1623, o fugitivo Frederico V, Eleitor Palatino, organizou um governo no exílio do Palatinado em Haia. Este Conselho do Palatinado foi chefiado por Ludwig Camerarius, substituído em 1627 por Johann Joachim Rusdorf. O próprio Frederico morreu no exílio, mas seu filho e herdeiro Carlos I Luís conseguiu recuperar o Baixo Palatinado após a Paz de Vestfália em 1648. |                      |
| Conselho Privado da Inglaterra                        | 1649                         | 1660°                                             | - Comunidade da Inglaterra (1649–1653) - Comunidade da Inglaterra, Escócia e Irlanda (1653–1659) - Comunidade da Inglaterra (1659–1660) | Baseado durante a maior parte do Interregno na Holanda espanhola e liderado por Carlos II; apoiou ativamente a reivindicação de Carlos aos tronos da Inglaterra, Escócia e Irlanda. |                      |
| Tennessee do Leste                                    | 1861                         | 1862                                              | Estado do Tennessee | |                      |
| Governo confederado do Missouri                       | 1861                         | 1865                                              | Estado do Missouri | Missouri tinha governos da União e da Confederação, mas o governo da Confederação foi exilado, eventualmente governando fora de Marshall, Texas. | [ 51 ]               |
| Governo confederado de Kentucky                       | 1861                         | 1865                                              | Commonwealth do Kentucky | Kentucky tinha governos da União e dos Confederados. O governo confederado logo foi forçado a deixar o estado e era um governo exilado viajando com o Exército Confederado do Tennessee, exceto durante um curto retorno, quando o exército confederado ocupou brevemente Frankfort. |                      |
| Governo Restaurado da Virgínia                        | 1861                         | 1865                                              | Commonwealth da Virginia | |                      |
| Tribunal de exílio de Hanôver/Legião Guelfica         | 1866                         | 1878                                              | - Prússia - Império Alemão | Em 20 de setembro de 1866, a Prússia anexou Hanôver. Vivendo exilado na Áustria, em Hietzing e Gmunden, o rei Jorge V de Hanôver nunca abandonou sua reivindicação ao trono hanoveriano e de 1866 a 1870 manteve, às suas próprias custas, uma força armada hanoveriana no exílio, a Legião Guelfa. George foi forçado a desistir desta Legião depois que a câmara baixa da Prússia aprovou em 1869 uma lei sequestrando seu capital. Jorge V morreu em 1878. Embora seu filho e herdeiro, o Príncipe Ernesto Augusto, mantivesse a reivindicação formal de ser o legítimo rei de Hanôver até 1918 (quando todas as famílias reais alemãs foram destronadas), ele não parece ter mantido um governo em - exílio. |                      |
| Reino do Havaí                                        | 1893                         | 1895                                              | República do Havaí | Governo real exilado após a Revolução Havaiana de 1893, dissolvido após a abdicação da Rainha Liliuokalani em resposta à Contrarrevolução Havaiana de 1895. |                      |
| Governo belga em Sainte-Adresse                       | 1914                         | 1918                                              | Império Alemão | Formado em 1915 pelo Governo da Bélgica após a invasão alemã durante a Primeira Guerra Mundial. Foi dissolvido após a restauração da soberania belga com o Armistício com a Alemanha. |                      |
| Governo Provisório da República da Coreia             | 1919*                        | 1948°                                             | Coreia | Com sede em Xangai e mais tarde em Chongqing; após a derrota do Japão na Segunda Guerra Mundial, o presidente Syngman Rhee tornou-se o primeiro presidente da Primeira República da Coreia do Sul. |                      |
| Governo da República Democrática da Geórgia no Exílio | 1921                         | 1954                                              | União Soviética | Formado após a invasão soviética da Geórgia em 1921; com sede em Leuville-sur-Orge. |                      |
| Governo da República Popular da Ucrânia no exílio     | 1921                         | 1992                                              | União Soviética | Formado após a invasão soviética da Ucrânia em 1921; dissolvido após a dissolução da União Soviética. |                      |
| Sublime Estado da Pérsia                              | 1923                         | 1943                                              | Estado Imperial do Irã | A dinastia Qajar exilou-se em 1923 e continuou a reivindicar o trono iraniano até a morte de Mohammad Hassan Mirza em 1943. |                      |
| Segunda República Espanhola no exílio                 | 1939                         | 1977°                                             | Espanha Franquista | Fundada após o golpe de Estado de Francisco Franco; inicialmente baseado em Paris de 1939 a 1940, quando a França caiu nas mãos dos nazistas. O governo exilado foi então transferido para a Cidade do México e lá permaneceu de 1940 a 1946, quando foi transferido de volta para Paris, onde durou até a morte de Franco e a democracia na Espanha ser restaurada na transição. |                      |
| Generalidade da Catalunha                             | 1939                         | 1977°                                             | Espanha Franquista | Em 1939, quando a Guerra Civil Espanhola terminou com a derrota da República, a ditadura franquista aboliu a Generalidade da Catalunha, o governo autônomo da Catalunha, e o seu presidente Lluís Companys foi torturado e executado. No entanto, a Generalidade manteve a sua existência oficial no exílio de 1939 a 1977, liderada pelos presidentes Josep Irla (1940-1954) e Josep Tarradellas (1954-1980). Em 1977, Tarradellas regressou à Catalunha e foi reconhecido pelo governo espanhol pós-Franco, encerrando o exílio da Generalidade. |                      |
| Governo polonês no exílio                             | 1939*                        | 1990°                                             | - União Soviética Polônia ocupada - República Popular da Polônia                                                                        | Com sede em Paris, Angers e Londres, opôs-se à Polônia ocupada pelos alemães e ao Estado satélite soviético, a República Popular da Polônia; dissolvida após a queda do comunismo na Polónia. |                      |
| Governo da Estônia no exílio (Tief)                   | 1940*                        | 1953                                              | União Soviética | Dividido em duas facções em janeiro de 1953, após a destituição de Otto Tief por August Rei e a disputa pela sucessão. | [ 54 ]               |
| Governo da Estônia no exílio (Rei)                    | 1940/1953*                   | 1991                                              | União Soviética | Estabelecido na Suécia por vários membros do governo de Otto Tief leais a August Rei; não alcançou nenhum reconhecimento internacional. Na verdade, não foi reconhecido nem mesmo pelas legações diplomáticas da Estônia, que eram vistas pelos países ocidentais como representantes legais do Estado anexado. No entanto, o governo no exílio foi reconhecido pelo Governo restaurado da Estônia quando o governo no exílio cessou a sua actividade em 1992 e cedeu as suas credenciais à República restaurada da Estónia. Um comitê eleitoral rival foi fundado por outro grupo de exilados estonianos leais a Alfred Maurer no mesmo ano em Detmold, Renânia do Norte-Vestfália, Alemanha Ocidental, mas durou pouco. | [ 55 ]               |
| Serviço Diplomático da Letônia no exílio              | 1940*                        | 1991                                              | União Soviética | Foi o único órgão governamental da República da Letônia que continuou as suas atividades durante a ocupação nazista e soviética da Letônia durante 1940-1991. Os diplomatas letões que estavam estacionados em embaixadas e consulados no momento da ocupação em 1940 recusaram-se a reconhecer a ocupação e a regressar à Letônia Soviética. Continuaram a representar formalmente os interesses da Letônia nos países que não reconheceram a anexação soviética. Após a restauração da independência da Letônia em 1991, os diplomatas começaram a reportar ao restaurado Ministério dos Negócios Estrangeiros da Letônia. |                      |
| Serviço diplomático lituano no exílio                 | 1940*                        | 1991                                              | União Soviética | A ocupação da Lituânia pela União Soviética em 15 de junho de 1940 não interrompeu as operações do serviço diplomático, mas tornou impossível a coordenação das suas atividades a partir de solo lituano. Os diplomatas nacionais residentes no estrangeiro terminaram as suas relações com o governo de ocupação da República Socialista Soviética da Lituânia e lançaram uma campanha diplomática para a libertação da Lituânia. No seu telegrama datado de 31 de maio de 1940, o último Ministro dos Negócios Estrangeiros, Juozas Urbšys, previu que, em caso de ocupação, Stasys Lozoraitis, ministro extraordinário e plenipotenciário em Roma, fosse nomeado chefe do serviço diplomático lituano. Além disso, nomeou Petras Klimas, ministro extraordinário e plenipotenciário da França como primeiro assistente de Lozoraitis e Jurgis Šaulys, ministro extraordinário e plenipotenciário da Suíça, como seu segundo assistente. O serviço diplomático lituano tornou-se um governo no exílio que foi uma peça crítica para garantir o reconhecimento da continuidade do Estado legal da Lituânia até à independência após a dissolução da União Soviética. |                      |
| Governo no exílio da Comunidade das Filipinas         | 1942                         | 1944°                                             | - Império do Japão (1943) - Segunda República das Filipinas (1943–1945)                                                                 | Depois que as forças japonesas assumiram o controle das ilhas Filipinas, o governo da comunidade filipina liderado por Manuel Quezon fugiu primeiro para Melbourne e depois para Washington, D.C. Existiu de maio de 1942 a outubro de 1944 antes de retornar às Filipinas junto com as forças dos EUA durante a campanha das Filipinas (1944–1945). |                      |
| Governo de Emergência da República da Indonésia       | 1948*                        | 1949°                                             | Índias Orientais Neerlandesas | Com sede em Bukittinggi; liderado por Sjafruddin Prawiranegara, fundado após a Operatie Kraai em dezembro de 1948. Dissolvido após o Acordo Roem-Van Roijen. |                      |
| Governo de Toda a Palestina                           | 1948                         | 1959                                              | - Israel - Egito (Faixa de Gaza) - Jordânia (Cisjordânia)                                                                               | O governo de toda a Palestina foi proclamado em Gaza em Setembro de 1948, mas foi rapidamente transferido para o Cairo com medo da ofensiva israelita. Apesar da capacidade egípcia de manter o controlo da Faixa de Gaza, o Governo de toda a Palestina foi forçado a permanecer no exílio no Cairo, despojando-o gradualmente da sua autoridade, até que no ano de 1959 foi dissolvido por decreto do Presidente Gamal Abdel Nasser. |                      |
| Presidente da Ucrânia (no exílio)                     | 1948                         | 1992°                                             | República Socialista Soviética Ucraniana                                                                                                | Fundada em 10 de julho de 1948, quando foi adotada uma “Lei Provisória sobre a reorganização do Centro de Estado da República Popular da Ucrânia no exílio” que foi coordenada entre várias organizações políticas ucranianas. Foi dissolvido em 22 de agosto de 1992, quando, após uma sessão extraordinária do Conselho Nacional Ucraniano em 15 de março de 1992, adotou uma resolução "Sobre a transferência da autoridade do Centro Estatal da UNR no exílio ao poder estatal em Kiev e o encerramento do trabalho do Centro Estadual da UNR no exílio”. |                      |
| Governo Provisório da República Argelina              | 1958*                        | 1962*                                             | Argélia Francesa (França) | Estabelecido durante a última parte da Guerra da Independência da Argélia; depois da guerra, um acordo de compromisso com o Armée de Libération Nationale dissolveu-o, mas permitiu que a maioria dos seus membros entrasse no governo pós-independência. |                      |
| Governo de Resistência de Angola no Exílio            | 1962*                        | 1992°                                             | República Popular de Angola | Com sede em Kinshasa; o seu ramo militar, a Frente de Libertação Nacional de Angola, foi reconhecido como partido político em 1992 e detém três assentos no parlamento de Angola. |                      |
| Governo da Namíbia no exílio                          | 1966*                        | 1989°                                             | África do Sul | Formado após oposição à administração sul-africana do apartheid no Sudoeste da África, que foi considerada ilegal pelas Nações Unidas; em 1990, a Namíbia alcançou a independência após a Guerra da Fronteira Sul-Africana. | [ 56 ]               |
| Governo Provisório de Bangladesh                      | 1971*                        | 1972°                                             | Paquistão Oriental | Com sede em Calcutá; liderado por Tajuddin Ahmad, o primeiro primeiro-ministro de Bangladesh, durante a Guerra de Libertação de Bangladesh em 1971. |                      |
| Movimento Achém Livre                                 | 1976*                        | 2005                                              | República da Indonésia | Sediado na Turquia; renunciou às suas intenções separatistas e dissolveu o seu braço armado na sequência do acordo de paz de 2005 com o governo indonésio. |                      |
| Governo de Coalizão do Kampuchea Democrático          | 1982*                        | 1993°                                             | República Popular do Kampuchea / Estado do Camboja                                                                                      | Estabelecido com o reconhecimento da ONU em oposição ao governo apoiado pelos vietnamitas. As eleições de 1993 trouxeram a reintegração do governo exilado no recém-reconstituído Reino do Camboja. |                      |
| Governo de Coalizão Nacional da União da Birmânia     | 1990                         | 2012                                              | - União de Myanmar (1988–2011) - República da União de Myanmar                                                                          | Liderado por Sein Win e composto por membros do parlamento eleitos em 1990, mas não autorizados pelos militares a tomar posse; com sede em Rockville, Maryland, e no condado de Montgomery, Maryland. | [ 57 ] [ 58 ]        |
| República de Dubrovnik (1991)                         | 1991                         | 1992                                              | República da Croácia | Formado em Cavtat com a ajuda do Exército Popular Iugoslavo depois que a Croácia declarou independência da Iugoslávia. Alegou ser o sucessor histórico da República de Ragusa (1358–1808). |                      |
| Comunidade Azerbaijana de Nagorno-Karabakh            | 1994                         | 2021°                                             | Azerbaijão | Com sede em Baku; não um verdadeiro governo no exílio, mas uma associação do Azerbaijão, fundada em 24 de março de 1994 e liderada por Tural Ganjaliyev, cujo território esteve sob o controle dos separatistas armênios entre 1991 e 2020. Em 30 de abril de 2021 foi anunciada a dissolução da associação após o retorno da maior parte de Nagorno-Karabakh sob controle do Azerbaijão após a guerra de Nagorno-Karabakh em 2020. |                      |
| Parlamento Curdo no Exílio                            | 1995                         | 1999                                              | República da Turquia | Com sede em Haia; fundada em abril de 1995 e liderada por Yaşar Kaya. Foi dissolvido em 1999. |                      |
| Governo do Vietnã Livre                               | 1995*                        | 2013°                                             | República Socialista do Vietnã | O Governo do Vietnã Livre era uma organização política anticomunista centrada em Garden Grove, Califórnia e Missouri City, Texas. Foi dissolvido em 2013. |                      |
| Bongo Doit Partir                                     | 1998                         | 2009                                              | Gabão | Fundada por Daniel Mengara em oposição ao presidente Omar Bongo; após a morte de Bongo em junho de 2009, Mengara regressou ao Gabão para participar nas eleições do país. | [ 61 ] [ 62 ]        |
| Shura de Quetta                                       | 2001                         | 2021                                              | República Islâmica do Afeganistão | Com sede em Quetta, como continuação do Emirado Islâmico do Afeganistão. Depois que o Talibã foi removido do poder na guerra do Afeganistão em 2001, os veteranos líderes de alto escalão do antigo governo, incluindo o mulá Mohammed Omar, fundador e líder espiritual do Talibã, fugiram para Quetta, província do Baluchistão, Paquistão, onde estabeleceram Quetta Shura no exílio para organizar e dirigir a insurgência e retomar o Afeganistão, o que foi alcançado em Agosto de 2021. | [ 63 ] [ 64 ] [ 65 ] |
| Governo Provisório dos Estados Federados Shan         | 2005                         | 2006                                              | União de Myanmar | Visava estabelecer um estado independente para o grupo étnico Shan; tornou-se extinto em vários meses. | [ 66 ] [ 67 ]        |

### Segunda Guerra Mundial
Muitos países estabeleceram um governo no exílio após a perda de soberania em conexão com a Segunda Guerra Mundial.

#### Governos em Londres
Um grande número de governos europeus no exílio foram estabelecidos em Londres.
| Name                              | Leaders |
| --------------------------------- | --- |
| Governo belga no exílio           | Primeiro-ministro: Hubert Pierlot |
| Governo checoslovaco no exílio    | - Presidente: Edvard Beneš - Primeiro-ministro: Jan Šrámek |
| França Livre                      | Charles de Gaulle, Henri Giraud, Comitê Francês de Libertação Nacional (a partir de 1943)                                                                                   |
| Governo grego no exílio           | - Rei Jorge II - Primeiro-ministro: Emmanouil Tsouderos (1941–1944), Sofoklis Venizelos (1944), Georgios Papandreou (1944–1945)                                             |
| Governo luxemburguês no exílio    | - Grã-Duquesa Carlota - Primeiro-ministro: Pierre Dupong |
| Governo neerlandês no exílio      | - Rainha Guilhermina - Primeiro-ministro: Dirk Jan de Geer (1940), Pieter Sjoerds Gerbrandy (1940–1945)                                                                     |
| Gabinete de Nygaardsvold          | - Rei Haakon VII - Primeiro-ministro: Johan Nygaardsvold |
| Governo polonês no exílio         | - Presidente: Władysław Raczkiewicz - Primeiro-ministro: Władysław Sikorski (1939–1943), Stanisław Mikołajczyk (1943–1944), Tomasz Arciszewski (1944–1945)                  |
| Governo iugoslavo no exílio       | - Rei Pedro II - Primeiro-ministro: Dušan Simović (1941–1942), Slobodan Jovanović (1942–1943), Miloš Trifunović (1943), Božidar Purić (1943–1944), Ivan Šubašić (1944–1945) |
| União Democrática Austríaca       | Não reconhecido |
| Conselho da Liberdade Dinamarquês | Não reconhecido |
| Movimento Tailândia Livre         | Não reconhecido |

Outros líderes exilados na Grã-Bretanha nesta época incluíam o rei Zog I da Albânia e o imperador Haile Selassie da Etiópia.
A Dinamarca ocupada não estabeleceu um governo no exílio, embora houvesse uma Associação de Dinamarqueses Livres estabelecida em Londres. O governo permaneceu na Dinamarca e funcionou com relativa independência até agosto de 1943, quando foi dissolvido, colocando a Dinamarca sob ocupação alemã total. Entretanto, a Islândia, a Gronelândia e as Ilhas Feroe foram ocupadas pelos Aliados e efetivamente separadas da coroa dinamarquesa. (Ver: Ocupação britânica das Ilhas Faroé, Islândia durante a Segunda Guerra Mundial, e História da Groenlândia durante a Segunda Guerra Mundial).

#### Governos no exílio na Ásia
A Comunidade das Filipinas (invadida em 9 de dezembro de 1941) estabeleceu um governo no exílio, inicialmente localizado na Austrália e mais tarde nos Estados Unidos. Anteriormente, em 1897, a Junta de Hong Kong foi estabelecida como um governo no exílio pela República revolucionária filipina de Biak-na-Bato.
Embora formado muito antes da Segunda Guerra Mundial, o Governo Provisório da República da Coreia continuou no exílio na China até o fim da guerra.
Com a queda de Java e a rendição dos holandeses em nome das forças aliadas em 8 de março de 1942, muitos oficiais das Índias Holandesas (incluindo o Dr. van Mook e o Dr. Charles van der Plas) conseguiram fugir para a Austrália em março de 1942, e em 23 de dezembro de 1943, o Governo Real (Holandês) decretou um Governo oficial no exílio das Índias Orientais Holandesas, com o Dr. van Mook como Governador Geral Interino, em solo australiano até que o domínio holandês fosse restaurado nas Índias.

#### Governos alinhados ao Eixo no exílio
| Nome                                      | Exilado ou fundado (*) desde | Extinto, restabelecido (*) ou integrado (°) desde | Estado que controlava o território reivindicado                                           | Notas | Ref.   |
| ----------------------------------------- | ---------------------------- | ------------------------------------------------- | ----------------------------------------------------------------------------------------- | --- | ------ |
| Azad Hind                                 | 21 de outubro de 1943*       | 18 de agosto de 1945                              | Raj Britânico                                                                             | O Governo Provisório da Índia Livre, ou Azad Hind, foi um estado fantoche japonês fundado para se opor ao Raj britânico. Foi sediada em Rangum e mais tarde em Port Blair. Netaji Subhas Chandra Bose era o líder do governo e Chefe de Estado. O governo foi inicialmente estabelecido em Singapura, mas posteriormente recebeu o controle do território controlado pelos japoneses no extremo leste da Índia e nas ilhas Andaman e Nicobar. O governo emitiu as suas notas monetárias e começou a estabelecer relações bilaterais com países alinhados contra a Grã-Bretanha. O Azad Hind Fauj ou Exército Nacional Indiano (INA) foi o exército oficial do governo da Índia liderado por Netaji Subhas Chandra Bose. Este governo foi desestabelecido em 1945 após a derrota das potências do Eixo na Segunda Guerra Mundial. Os julgamentos dos líderes do INA após a guerra levaram à revolta da Marinha Real Indiana em 1946, que acelerou o fim do domínio britânico na Índia. |        |
| Conselho de Estado Montenegrino           | Verão de 1944                | 8 de maio de 1945                                 | Reino da Iugoslávia                                                                       | Depois que os alemães se retiraram de Montenegro, o líder fascista Sekula Drljević fundou um governo no exílio com sede em Zagreb, capital do Estado Independente da Croácia (NDH). Drljević fundou o Exército Nacional Montenegrino, uma força militar criada por ele e pelo líder fascista croata Ante Pavelić. No entanto, o seu governo foi dissolvido após a queda do NDH. |        |
| Estado Nacional Legionário                | Agosto de 1944               | 8 de maio de 1945                                 | Reino da Romênia                                                                          | A Alemanha prendeu Horia Sima e outros membros da Guarda de Ferro após a rebelião dos Legionários de 1941. Em 1944, o Golpe do Rei Miguel levou um governo pró-Aliado ao poder na Roménia. Em resposta, a Alemanha libertou Sima para estabelecer um governo pró-Eixo no exílio em Viena. Levantou um Exército Nacional Romeno nas SS de 12.000 homens que lutaram ao longo da Alemanha até o final da guerra. |        |
| Comissão Governamental de Sigmaringen     | 7 de setembro de 1944*       | 23 de abril de 1945°                              | Governo Provisório da República Francesa                                                  | Membros do gabinete colaboracionista francês em Vichy foram realocados pelos alemães para o enclave de Sigmaringen, na Alemanha, onde se tornaram um governo no exílio até abril de 1945. Eles receberam poder governamental formal sobre a cidade de Sigmaringen e os três governos do Eixo. – Alemanha, Itália e Japão – estabeleceram aí o que foram oficialmente as suas Embaixadas em França. Tendo Pétain recusado participar, foi chefiado por Fernand de Brinon. | [ 71 ] |
| Governo búlgaro no exílio                 | 16 de setembro de 1944*      | 10 de maio de 1945                                | Reino da Bulgária (Frente Pátria)                                                         | Formado após o golpe de estado búlgaro de 1944 que levou os socialistas ao poder na Bulgária, o governo estava sediado em Viena e era chefiado por Aleksandar Tsankov. Criou o 1º Regimento Búlgaro da SS. |        |
| Estado Helênico                           | Setembro de 1944             | Abril de 1945                                     | Kingdom of Greece                                                                         | Após a libertação da Grécia, um novo governo colaboracionista foi estabelecido em Viena, durante setembro de 1944, formado por ex-ministros colaboracionistas. Foi chefiado pelo ex-ministro colaboracionista Ektor Tsironikos. Em abril de 1945, Tsironikos foi capturado durante a ofensiva de Viena junto com seus ministros. |        |
| Governo Húngaro de Unidade Nacional       | 28/29 de março de 1945       | 7 de maio de 1945                                 | - República da Checoslováquia - Reino da Hungria - Reino da Romênia - Reino da Iugoslávia | O governo Szálasi fugiu face ao avanço soviético através da Hungria. Foi primeiro sediado em Viena e depois em Munique. A maioria dos seus líderes foram presos nos meses seguintes, na sequência da vitória final dos Aliados na Europa. |        |
| República Eslovaca                        | 4 de abril de 1945           | 8 de maio de 1945                                 | República da Checoslováquia                                                               | O governo da República Eslovaca, liderado por Jozef Tiso, exilou-se em 4 de abril de 1945 na cidade austríaca de Kremsmünster, quando o Exército Vermelho capturou Bratislava e ocupou a Eslováquia. O governo exilado capitulou diante do general americano Walton Walker em 8 de maio de 1945 em Kremsmünster. No verão de 1945, os membros do governo capturados foram entregues às autoridades da Checoslováquia. |        |
| Segunda República das Filipinas no exílio | 11 de junho de 1945          | 17 de agosto de 1945                              | Comunidade das Filipinas                                                                  | Depois que as forças aliadas libertaram as Filipinas dos ocupantes japoneses e o restabelecimento da Comunidade Filipina no arquipélago após alguns anos de exílio nos Estados Unidos, a Segunda República Filipina tornou-se um governo nominal no exílio. a partir de 11 de junho de 1945, com sede em Nara/Tóquio. O governo foi posteriormente dissolvido em 17 de agosto de 1945. |        |
| Governo croata no exílio                  | 10 de abril de 1951          | 28 de dezembro de 1959                            | República Socialista Federativa da Iugoslávia                                             | Muitos ex-membros do Governo do Estado Independente da Croácia fugiram para a Argentina. A partir daí fundaram um governo no exílio. | [ 78 ] |

### Guerra do Golfo Pérsico
Após a invasão e ocupação ba'athista iraquiana do Kuwait, durante a Guerra do Golfo Pérsico, em 2 de agosto de 1990, o Xeque Jaber Al-Ahmad Al-Jaber Al-Sabah e altos membros do seu governo fugiram para a Arábia Saudita, onde estabeleceram um governo no exílio em Taife. O governo do Kuwait no exílio era muito mais rico do que a maioria dos outros governos, tendo plena disposição dos consideráveis activos do Kuwait nos bancos ocidentais - dos quais utilizou para conduzir uma campanha de propaganda massiva denunciando a ocupação ba'athista iraquiana e mobilizando a opinião pública no mundo ocidental a favor da guerra com o Iraque Ba'ath. Em Março de 1991, após a derrota do Iraque Ba'ath nas mãos das forças da coligação na Guerra do Golfo Pérsico, o Xeque e o seu governo puderam regressar ao Kuwait.

### Câmaras municipais no exílio
Após a invasão turca de Chipre em 1974 e o deslocamento de muitos cipriotas gregos do Norte de Chipre, os habitantes deslocados de várias cidades criaram o que são, na verdade, conselhos municipais no exílio, chefiados por prefeitos no exílio. A ideia é a mesma de um governo nacional no exílio – afirmar a continuação de um governo legítimo, mesmo sem ter qualquer controlo do terreno, e trabalhar no sentido da restauração desse controlo. As reuniões do exilado Conselho Municipal de Lapithos realizaram-se nas casas dos seus membros até que foram oferecidos ao Município do Exílio escritórios temporários na Rua Ammochostou, 37, Nicósia. O atual prefeito exilado da cidade é Athos Eleftheriou. As mesmas instalações são partilhadas com o Conselho Municipal do Exílio de Cítrea.
Também no distrito de Famagusta, em Chipre, a administração da parte retida pela República do Chipre considera-se uma "administração distrital no exílio", uma vez que a capital do distrito, Famagusta, estava sob controlo turco desde 1974.

## Governos fictícios no exílio
- Em SS-GB de Len Deighton, o Reino Unido é derrotado na Segunda Guerra Mundial e ocupado pela Alemanha. A história apresenta um governo britânico no exílio em Washington, D.C.[80]
- Em If Israel Lost the War de Robert Littell, Richard Z. Chesnoff e Edward Klein, Israel é derrotado na Guerra dos Seis Dias de 1967 e seu território é ocupado pelos exércitos árabes. Depois disso, David Ben-Gurion e Golda Meir estabeleceram um governo israelense no exílio na América do Norte.
- The Falling Torch, de Algis Budrys, se passa em um tempo futuro, quando a Terra foi conquistada e ocupada por invasores humanóides extraterrestres. Muitos anos mais tarde, o governo da Terra no exílio, localizado num planeta colônia humana em órbita de Alpha Centauri, realiza reuniões regulares numa atmosfera de desânimo e futilidade – os seus anfitriões são indiferentes à situação da Terra e não estão dispostos a oferecer qualquer ajuda real. O primeiro-ministro exilado mostra-se mais envolvido com sua carreira de sucesso como chef de um hotel de luxo do que com a esperança aparentemente inexistente de libertar a Terra. Esta representação pode ter-se baseado na experiência real do escritor como membro da comunidade lituana exilada nos EUA da década de 1950, na altura vendo pouca esperança de abalar o domínio soviético sobre a sua terra natal.
- No mod de Hearts of Iron IV, Kaiserreich (que retrata uma história alternativa onde a Alemanha vence a Primeira Guerra Mundial), os antigos governos da França, Grã-Bretanha e Itália são exilados para a Argélia, Canadá e Sardenha, respectivamente, depois que revolucionários sindicalistas assumem o controle.[81]

### Listas
- Listas de movimentos separatistas ativos
- Lista de estados e dependências históricas não reconhecidas
- Lista de disputas territoriais
- Lista de estados com reconhecimento limitado
- Lista das Nações Unidas de territórios não autônomos